# グッドフェローズ
『グッドフェローズ』 (Goodfellas) は、1990年のアメリカ合衆国の犯罪伝記映画。監督はマーティン・スコセッシ、出演はレイ・リオッタとロバート・デ・ニーロなど。原作はニコラス・ピレッジのノンフィクション『ワイズガイ』（1985年）。
1955年から1980年にかけてのニューヨーク・マフィア界で生きた、ヘンリー・ヒルという実在の男を題材とした作品である。
原題の単数形"Goodfella"は、直訳すると「気の置けない友達」という意味で、マフィア界の隠語では「自分と同じ組織の所属にある者」という意味である。"Good fellow"は後者の意味で用いられることはないが、単語のくだけた形を使用しないという日本映画界の慣行から、グッドフェラではなくグッドフェローズとつけられた。
本作の成功を受け、同じくスコセッシ監督、デ・ニーロ及びペシ出演、ピレッジ原作で『カジノ』が1995年に製作された。スコセッシは同じく「モブ・マフィアもの」の『ディパーテッド』を2006年に製作している。また、2012年現在、本作のTVドラマ化の企画が進んでいるという。
本作は、批評家から非常に高い評価を受け、特にギャング映画において、歴史上最高の作品の一つとして広く認知されている。2000年には、米国議会図書館によって「文化的、歴史的、または美的に重要な作品」と評価され、国立フィルム登録簿への保存対象に選定された。2003年には、スティーヴン・ジェイ・シュナイダーの『死ぬまでに観たい映画1001本』に掲載された。その内容とスタイルは、後世に強い影響を残し、数多くのメディア作品にも模倣されている。

## ストーリー
ヘンリー・ヒルはアイルランド系の父とシチリア系の母を持ち、子供の頃からマフィアの一員になる事を夢見ていた。彼は11歳でニューヨーク・ブルックリンのタクシー配車センターでマフィアの使い走りとなり、やがて闇煙草の密売や、偽造クレジットカードの使用などを皮切りに、トラックの荷物強奪や違法賭博・ノミ行為・八百長試合の設定といった犯罪に手を広げていく。彼の一味はポール・シセロ（モデルはポール・ヴァリオ）を長とし、トラック強奪を得意としたジミー・コンウェイ（モデルはジミー・バーク）や武装強盗と殺人に秀でたトミー・デヴィート（モデルはトミー・デシモネ）が同僚であった。
ジミーを首謀者とした彼ら3人は共謀し、1968年に近傍のクイーンズ区・ジョン・F・ケネディ国際空港でエア・フランス現金強奪事件を成功させ、42万ドルを手に入れる。一味は1978年に同じくケネディ国際空港でルフトハンザ航空現金強奪事件を起こし、600万ドルと桁違いの成功を収めた。しかしこれが終わりの始まりとなった。ジミーとトミーは証拠物件の処分に失敗した人物を皮切りに、関わった人物を口封じのために次々と殺害していく。ヘンリーはルフトハンザ事件には直接関わった訳ではないが、計画の立案段階からの詳細を知る人物であった。また、ヘンリーはポールの組織ではタブーとされていた麻薬密売に関わった事が発覚。頼みの綱の最後の生産分の麻薬も、共犯者である妻のカレンが家宅捜索を恐れてトイレに流してしまった。立て直す元金すら失ったヘンリーはポールに泣きつき、たった3,000ドルの退職金をもらい受けて「破門」状態となった。トミーは今までの喧嘩っ早さと無差別な殺しに対する他組織からの報復で殺害された。
ヘンリーは自身を消そうとするかつての同僚の追及を逃れるため、アメリカ合衆国証人保護プログラムの保護下に入って検察側の証人となり、司法取引を行う。これによりポールとジミーは逮捕。ヘンリーは1980年以降、ヘンリー・ヒルという名前で存在することを辞め、全く新しい名前で「カモになる側」の人生を始める事となってしまったのだった。

## キャスト
ジミー・バークなど、一部の人物は変名となっている。
※括弧内は日本語吹替
- ヘンリー・ヒル: レイ・リオッタ（安原義人）

アイルランド系の父とシチリア系の母を持つ。貧困から真剣に働くことが嫌になり、ギャングに金持ちになる夢を持った。学校へ行っていたが中退する。とある事件で逮捕されたが仲間を売らなかったことから信頼されるようになる。しかし、度を越した行いにより、後に破門されるようになる。
- ジェームズ・“ジミー”・コンウェイ: ロバート・デ・ニーロ（野沢那智）

ヘンリーの仲間。街から恐れられた存在。トラック強奪を得意とする。
- トミー・デヴィート: ジョー・ペシ（山下啓介）

武装強盗と殺人に秀でる。実在するギャングのトミー・デシモーネがモデル。
- カレン・ヒル: ロレイン・ブラッコ（平野文）

ヘンリーの妻。ユダヤ系。ギャングである夫を怖く思っていたが、感化されて自分も楽しむようになり、麻薬の取引も行うようになった。
- ポール・“ポーリー”・シセロ: ポール・ソルヴィノ（小林修）

地元のギャングのボス。麻薬販売に反対している。
- フランキー・カーボーン: フランク・シベロ（石井敏郎）
- ソニー・バンズ：トニー・ダロウ（村山明）
- アンソニー・スタビレ::フランク・アドニス（英語版）
- ロバート・“フレンチー”・マクマホン: マイク・スター（筈見純）
- ビリー・バッツ: フランク・ヴィンセント（筈見純）

大物マフィア。トミーに殺される。
- モリス・“モーリー”・ケスラー: チャック・ロー（英語版）（原田一夫）
- タディ・シセロ: フランク・ディレオ（安西正弘）
- トニー・スタックス: トニー・シリコ
- スタックス・エドワーズ: サミュエル・L・ジャクソン
- 少年時代のヘンリー: クリストファー・セロン（鳥海勝美）
- カレンの母: スザンヌ・シェパード（英語版）
- トミーの母: キャサリン・スコセッシ（英語版）
- ヴィニー: チャールズ・スコセッシ（英語版）
- ジョニー・ディオ:フランク・ペレグリノ（英語版）
- サンディ: デビ・メイザー（火野カチコ）
- ロージー: イリーナ・ダグラス
- スパイダー: マイケル・インペリオリ
- 保護観察官: トビン・ベル
- エキストラ: ヴィンセント・ギャロ
- ファット・アンディ: ルイス・エッポリト（英語版）[注 1]
- フランキー・ザ・ワップ:トニー・リップ
- ジョニー・ローストビーフ:ジョニー・ウィリアムズ
- その他：八代駿、島美弥子、峰恵研、牧野和子、村越伊知郎、太田淑子、沖洵一郎、丸山裕子、高橋直子、丸山真奈実、塩野幹聡、小池浩司、石川悦子、荒川功

## 音楽
使用された主な楽曲は以下のとおり。
- 「貧者から富者へ」 (トニー・ベネット)
- 「スピードゥー」（ザ・キャディラックス）
- 「キッスでダウン」（クリスタルズ）
- 「涙の紅バラ」（ボビー・ヴィントン）
- 「リーダー・オブ・ザ・パック」（シャングリラス）
- 「リメンバー～渚のおもいで」（シャングリラス）
- 「幻のアトランティス」（ドノヴァン）
- 「ベイビー・アイ・ラヴ・ユー」（アレサ・フランクリン）
- 「ビヨンド・ザ・シー」（ボビー・ダーリン）
- 「ギミー・シェルター」（ローリング・ストーンズ）
- 「モンキー・マン」（ローリング・ストーンズ）
- 「フロスティ・ザ・スノーマン」 (ザ・ロネッツ)
- 「ジャンプ・イントゥ・ザ・ファイアー」（ニルソン）
- 「美しき人生」（ジョージ・ハリスン）
- 「サンシャイン・ラヴ」（クリーム）
- 「マニッシュ・ボーイ」（マディ・ウォーターズ）
- 「マジック・バス（ライブ・バージョン）」（ザ・フー）
- 「いとしのレイラ」（デレク・アンド・ザ・ドミノス）
- 「マイ・ウェイ」（シド・ヴィシャス）

## 評価

### 評論家の反応
本作は批評家から、映画史に残るレベルでの大絶賛を受けている。レビュー集約サイト Rotten Tomatoesによると、166人の批評家のうち94%がこの映画に好意的なレビューを与え、平均評価は9.00/10となっている。同サイトの批評家による総評は、「痛烈かつスタイリッシュな『グッドフェローズ』は、ギャング映画の古典であり、マーティン・スコセッシ監督のキャリアにおける最高峰と言えるだろう」となっている。 Metacriticは、21人の批評家のレビューに基づき、加重平均点を100点満点中92点としており、「普遍的な称賛」を示している。 CinemaScoreによる観客投票では、A+からFの評価基準で平均A−の評価が付けられた。
シカゴ・サンタイムズ紙の批評で、ロジャー・イーバートはこの映画に満点の4つ星を与え、「組織犯罪を描いたこれほど優れた映画は他にない。『ゴッドファーザー』さえもだ」と書いた。ジーン・シスケルはシカゴ・トリビューン紙の批評で、「すべての演技が一流だ。しかし、ペシは台本がないような演技で際立っている。『グッドフェローズ』は間違いなく今年最高の映画の1つだ」と書いた。 両批評家とも本作を1990年のベスト1位に挙げている。
ヴィンセント・キャンビーはニューヨーク・タイムズ紙の批評で、「スコセッシ監督のこれまでのどの作品よりも、『グッドフェローズ』はアンサンブル的な演技で記憶に残る作品だ。主役から脇役まで、キャスティングが素晴らしい。スコセッシ監督の演出にも、静止画、高速カット、時折挿入されるロング・トラッキング・ショットなど、華やかさがある。どれも無駄がない」と書いている。デビッド・アンセンはニューズウィーク誌の批評で「この長く活気に満ちた映画の1分1分が無法者のエネルギーで振動している」と書いた。レックス・リードは「壮大で、豊かで、力強く、そして爆発的。スコセッシの最高傑作の一つだ！『グッドフェローズ』は素晴らしいエンターテイメントだ」と語った。リチャード・コーリスはタイム誌の批評で「 『グッドフェローズ』が近年の映画史上、最も速く、最も鮮明な2時間半のストーリーを提供していることはスコセッシの勝利だ」と書いた。
アメリカ映画協会（AFI）が2008年に発表した、アメリカ映画名作ランキング・ギャング映画編では『ゴッドファーザー』に次ぐ第2位に選ばれている。

### 受賞
| 賞                                   | カテゴリ                             | 候補者                                           | 結果       |
| ------------------------------------ | ------------------------------------ | ------------------------------------------------ | ---------- |
| アカデミー賞                         | 作品賞                               | アーウィン・ウィンクラー                         | ノミネート |
| アカデミー賞                         | 監督賞                               | マーティン・スコセッシ                           | ノミネート |
| アカデミー賞                         | 助演男優賞                           | ジョー・ペシ                                     | 受賞       |
| アカデミー賞                         | 助演女優賞                           | ロレイン・ブラッコ                               | ノミネート |
| アカデミー賞                         | 脚色賞                               | マーティン・スコセッシとニコラス・ピレッジ       | ノミネート |
| アカデミー賞                         | 編集賞                               | セルマ・スクーンメーカー                         | ノミネート |
| ゴールデングローブ賞                 | 作品賞 （ドラマ部門）                | マーティン・スコセッシとアーウィン・ウィンクラー | ノミネート |
| ゴールデングローブ賞                 | 監督賞                               | マーティン・スコセッシ                           | ノミネート |
| ゴールデングローブ賞                 | 助演男優賞                           | ジョー・ペシ                                     | ノミネート |
| ゴールデングローブ賞                 | 助演女優賞                           | ロレイン・ブラッコ                               | ノミネート |
| ゴールデングローブ賞                 | 脚本賞                               | マーティン・スコセッシとニコラス・ピレッジ       | ノミネート |
| 英国アカデミー賞                     | 作品賞                               | マーティン・スコセッシとアーウィン・ウィンクラー | 受賞       |
| 英国アカデミー賞                     | 監督賞                               | マーティン・スコセッシ                           | 受賞       |
| 英国アカデミー賞                     | 脚色賞                               | マーティン・スコセッシとニコラス・ピレッジ       | 受賞       |
| 英国アカデミー賞                     | 主演男優賞                           | ロバート・デ・ニーロ                             | ノミネート |
| 英国アカデミー賞                     | 編集賞                               | セルマ・スクーンメーカー                         | 受賞       |
| 英国アカデミー賞                     | 撮影賞                               | ミヒャエル・バルハウス                           | ノミネート |
| 英国アカデミー賞                     | 衣装デザイン賞                       | リチャード・ブルーノ                             | 受賞       |
| 全米監督組合賞                       | 長編映画部門監督賞                   | マーティン・スコセッシ                           | ノミネート |
| 全米脚本家組合賞                     | 脚色賞                               | マーティン・スコセッシとニコラス・ピレッジ       | ノミネート |
| セザール賞                           | 外国映画賞                           | マーティン・スコセッシとアーウィン・ウィンクラー | ノミネート |
| ヴェネツィア映画祭                   | 監督賞銀獅子賞                       | マーティン・スコセッシ                           | 受賞       |
| ヴェネツィア映画祭                   | 観客賞                               | マーティン・スコセッシ                           | 受賞       |
| ヴェネツィア映画祭                   | 映画批評家「バストーネ・ビアンコ」賞 | マーティン・スコセッシ                           | 受賞       |
| ニューヨーク映画批評家協会賞         | 作品賞                               | マーティン・スコセッシとアーウィン・ウィンクラー | 受賞       |
| ニューヨーク映画批評家協会賞         | 監督賞                               | マーティン・スコセッシ                           | 受賞       |
| ニューヨーク映画批評家協会賞         | 主演男優賞                           | ロバート・デ・ニーロ                             | 受賞       |
| ロサンゼルス映画批評家協会賞         | 作品賞                               | マーティン・スコセッシとアーウィン・ウィンクラー | 受賞       |
| ロサンゼルス映画批評家協会賞         | 監督賞                               | マーティン・スコセッシ                           | 受賞       |
| ロサンゼルス映画批評家協会賞         | 助演男優賞                           | ジョー・ペシ                                     | 受賞       |
| ロサンゼルス映画批評家協会賞         | 助演女優賞                           | ロレイン・ブラッコ                               | 受賞       |
| ロサンゼルス映画批評家協会賞         | 撮影賞                               | ミヒャエル・バルハウス                           | 受賞       |
| ナショナル・ボード・オブ・レビュー賞 | 助演男優賞                           | ジョー・ペシ                                     | 受賞       |
| ボストン映画批評家協会賞             | 作品賞                               | マーティン・スコセッシとアーウィン・ウィンクラー | 受賞       |
| ボストン映画批評家協会賞             | 監督賞                               | マーティン・スコセッシ                           | 受賞       |
| ボストン映画批評家協会賞             | 助演男優賞                           | ジョー・ペシ                                     | 受賞       |
| シカゴ映画批評家協会賞               | 作品賞                               | マーティン・スコセッシとアーウィン・ウィンクラー | 受賞       |
| シカゴ映画批評家協会賞               | 監督賞                               | マーティン・スコセッシ                           | 受賞       |
| シカゴ映画批評家協会賞               | 助演男優賞                           | ジョー・ペシ                                     | 受賞       |
| シカゴ映画批評家協会賞               | 助演女優賞                           | ロレイン・ブラッコ                               | 受賞       |
| シカゴ映画批評家協会賞               | 脚本賞                               | マーティン・スコセッシとニコラス・ピレッジ       | 受賞       |
| 全米映画批評家協会賞                 | 作品賞                               | マーティン・スコセッシとアーウィン・ウィンクラー | 受賞       |
| 全米映画批評家協会賞                 | 監督賞                               | マーティン・スコセッシ                           | 受賞       |
| ボディル賞                           | アメリカ映画賞                       | マーティン・スコセッシとアーウィン・ウィンクラー | 受賞       |

## 原作
- ニコラス・ピレッジ『ワイズガイ－わが憧れのマフィア人生－』平尾圭吾 訳、徳間書店（ハードカバー）、1989年。ISBN 978-4193440942
  - 改題『グッドフェローズ』 徳間文庫、1990年。ISBN 978-4195991787
  - 原著 Wiseguy: Life in a Mafia Family 1986

## 日本語字幕
松浦美奈